# Liturgy
Liturgy ist eine vierköpfige Band aus Brooklyn, New York City, die 2005 gegründet wurde.

## Geschichte
Die Band wurde 2005 als Soloprojekt von Hunt-Hendrix gegründet und 2008 zu einer vierköpfigen Band erweitert. 2009 wurde das Debütalbum Renihilation veröffentlicht. Im Mai 2020 outete sich Hunter Hunt-Hendrix als Transgender und änderte den Vornamen zu Haela Ravenna.

## Stil
Die Band ist stilistisch vom Black Metal inspiriert, sie selbst nennt ihre Musik „Transcendental Black Metal“. Sie unterscheidet sich jedoch grundlegend vom Black Metal durch das bewusste Verzichten auf genretypische Showeffekte wie Corpsepaint, Kunstblut oder Verkleidungen. Des Weiteren lehnen sie das Propagieren von antichristlichen, misanthropischen oder faschistoiden Ideologien ab, die für eine Vielzahl der skandinavischen Genregrößen üblich sind oder waren. Hunt-Hendrix „nutzt die Musik, die eine virulente Opposition gegenüber dem Christentum in ihrer DNS trägt, als ein Vehikel, um große Ideen zu, unter anderem, christlicher Erlösung zu erforschen“. Der Band wird deswegen von traditionellen Black-Metal-Fans die Authentizität abgesprochen.

“We are really willing to suffer being hated for doing what feels right aesthetically.”

„Wir sind wirklich gewillt, es zu erdulden, dafür gehasst zu werden, was sich ästhetisch richtig anfühlt.“

Wegen der enormen Unterschiede zu klassischen Black-Metal-Bands beschreiben Teile der Presse die Musik auch als „durch den Hipster-Fleischwolf gedrehte Version von Black Metal“, „Hipster Black-Metal“ oder „Transzendentales Geblubber“, bei dem „das, was aus den Einflüssen gebraut wird, völlig eigenständig“ sei, oder schlicht als „Post-Black-Metal“. Die Musik habe „schlussendlich auch mehr mit Post-Rock auf Hyperspeed als mit klassischem Black Metal am Hut: Hier türmt die Musik Crescendo auf Crescendo, ohne jemals in bloßes Gitarrengeprotze auszuarten“.

## Diskografie
- 2008: Immortal Life (EP)
- 2009: Renihilation (Album)
- 2011: Aesthethica (Album)
- 2015: The Ark Work (Album)
- 2019: H.A.Q.Q. (Album)
- 2020: Origin of the Alimonies (Album)
- 2023: 93696 (Album)
- 2024: Immortal Life II (EP)

## Auszeichnungen
- Visions[6] – Alben des Jahres 2011 – Aesthethica: Platz 4
- Spin[7] – Alben des Jahres 2011 – Aesthethica: Platz 26